# عفاف طبالة
عفاف طبالة هي مخرجة وثائقية ومنتجة تلفزيونية مصرية، ومؤلفة لأدب الأطفال. حصلت على جائزة الشيخ زايد للكتاب فرع أدب الطفل والناشئة عام 2011.

## سيرتها
- ولدت طبالة في القاهرة في 12 يوليو 1941 لأسرة من الطبقة المتوسطة. كانت متزوجة في عام 1960 بعد الانتهاء من المستوى المتوسط في مدرسة التبشيرية الفرنسية. ولديها طفلان، ولدا في عامي 1962 و 1964.
- أكملت شهادة البكالوريوس في الآداب في الأدب الفرنسي (1965)، ثم حصلت على درجة الماجستير في الآداب في الإعلام الجماهيري (1987) ودكتوراه في الإعلام الجماهيري (1996) وجميعها من جامعة القاهرة.
- وفي الفترة من 1966 إلى 2001، عملت في التلفزيون المصري.
- عملت مخرجةً، وكاتبة سيناريو ومنتجة، متخصصة في الأفلام الوثائقية. خلال حياتها المهنية، كما شغلت العديد من المناصب الإدارية في التلفزيون المصري في مجال التخطيط والبرمجة. وكان آخر منصب لها هو المدير التنفيذي لقناة النيل الدراما، أول قناة مواضيعية في العالم العربي.
- رأست قناة النيل للدراما من عام 1996 إلى عام 2001.
- ومنذ عام 1987، تدرس «طبالة» دورات في مجال الإنتاج التلفزيوني والإنتاج الوثائقي لطلاب المرحلة الجامعية والمهنيين الشباب في مختلف المؤسسات الأكاديمية، بما في ذلك جامعة القاهرة.
- بدأت طبالة في كتابة كتب للأطفال في عام 2005، في سن ال 64. تعاونت مع الرسام عدلي رزق الله، لإنتاج أول كتاب لها «السمك الفضي»، الذي حصل على ذكر في فئة الأفق الجديد من جائزة راجزي بولونيا معرض الأطفال للكتاب، وهو من أهم جوائز كتب الأطفال على الصعيد الدولي، وجائزة مصر لأدب الأطفال (التي تسمى جائزة سوزان مبارك)، وهي أهم جائزة لكتب الأطفال على المستوى الوطني.
- ومنذ عام 2005 نشرت 13 كتابا إضافيا للأطفال ومجموعة قصصية قصيرة. في هذه الكتب تعاونت طبالة مع مجموعة متنوعة من الفنانين مع أساليب وتقنيات مختلفة. وهي تكتب لفئات عمرية مختلفة، وحصلت على جوائز على الصعيد الوطني والإقليمي والدولي. وقد ترجمت بعض كتبها من العربية إلى الإنجليزية والتركية والكورية.

## افلامها
- (المعادلة)، وهو برنامج وثائقي خمس حلقات، 1979.
- (الشارع المصري)، خمس وثائقي برنامج عن القاهرة التاريخية، 1980-1981.
- (مناقشة الموضوع)، سلسلة من البرامج الوثائقية السياسية تليها مناقشة مائدة مستديرة، 1982-1984.
- (الشؤون الصغيرة)، آ ستة حلقة برنامج وثائقي عن الجمارك التي لها آثار اجتماعية غير مرغوب فيها، 1990.

## المؤلفات
- السمكة الفضية؛ نهضة مصر، 2005.
- سيكا وموكا. نهضة مصر، 2006
- (حلم جديد). نهضة مصر، 2007.
- (ورقات قديمة). نهضة مصر، 2009.
- دوم..تاتا..دوم. نهضة مصر، 2008.
- البيت والنخلة. . نهضة مصر، 2009.
- حنين. نهضة مصر، 2009.
- تراك..تاتا..تراك. نهضة مصر، 2010.
- (العين)؛ نهضة مصر، 2010.
- هولا..تاتا..هولا. نهضة مصر، 2011.
- عود السنابل. نهضة مصر، 2013.
- انشودة العودة. نهضة مصر، 2014.
- شمس. نهضة مصر، 2016.
- سيكون لدي أصدقاء. نهضة مصر، 2017.

## الجوائز والتكريم
السمك الفضي (2005): 2006 تم منحها ذكر في فئة «آفاق جديدة» في حفل توزيع جوائز راجاتسي المرموقة من معرض الكتاب بولونيا لأدب الطفل (الجائزة الدولية). (الإيطالية) 2006 فازت بجائزة مصر لأدب الأطفال (المعروفة آنذاك بجائزة سوزان مبارك لأدب الأطفال، جائزة وطنية). 2007 تم اختيارها كأحد العناوين الموزعة على 15000 مكتبة في المدارس الابتدائية في 27 محافظة في مصر تحت مشروع «مشروع الكتاب الوطني» الذي يدعمه برنامج المعونة الأمريكية (عملية الاختيار الوطنية).
سيكا وموكا (2006): 2007 حصلت على جائزة مصر لأدب الأطفال (المعروفة آنذاك بجائزة سوزان مبارك لأدب الأطفال، جائزة وطنية). في عام 2010 تم إدراجها في قائمة الشرف إبي (التمييز الدولي). 
حلم جديد (2007): تم اختيار 2007 بأنها واحدة من العناوين توزيعها على المكتبات 15000 مدرسة ابتدائية في 27 محافظات مصر في إطار مشروع بعنوان مشروع الكتاب الوطني بدعم من برنامج AID US.
دوم... تاتا... دوم (2008). 2009 تم إدراجها في قائمة جائزة اتصالات لأدب الأطفال العرب (الجائزة الإقليمية). 
أوراق قديمة (2009): عام 2009 تم اختياره كواحد من العناوين وتم توزيعها على مكتبات المدارس المتوسطة في 27 محافظات مصر في إطار مشروع بعنوان مشروع الكتاب الوطني بدعم من برنامج AID US (الوطنية عملية الاختيار). 2010 تم اختياره من بين 10 كتب في قائمة شرف مؤسسة آنا ليند لكتب الأطفال في العالم العربي (الجائزة الإقليمية). 2012 تم إصدار ثالث قصص قصيرة في هذا الكتاب بعنوان «غرفة التخزين» من قبل وزارة الثقافة الاردنيه في مهرجان مسرح الطفل في عمان.
البيت وشجرة النخيل (2009): 2011 تم منحها جائزة الشيخ زايد لأدب الطفل في العالم العربي في (جائزة الإقليمي). 2012 تم اختياره كتاب الشهر (يناير 2012) في نادي القراء للمنتدى العربي للكتاب. ويعتبر المنتدى ونادي القراء من أنجح المحافل لتعزيز القراءة وتحفيز التقدير النقدي في العالم العربي. الموقع (باللغة العربية). دخول البيت وشجرة النخيل (باللغة العربية). 
العين (2010): 2011 تم منحها جائزة أدب مؤسسة آنا ليند الطفل العربي (جائزة الإقليمي). 
عود السنابل) 2013 (: 2013 منحت جائزة اتصالات المرموقة للادب العربي للألطفال) الجائزة الاقليميه (. 
2016: رشح من قبل المجلس المصري على كتب للشباب  لجائزة هانز كريستيان أندرسن